# Bromessigsäureethylester
Bromessigsäureethylester, auch Bromessigester, ist ein halogenierter aliphatischer Carbonsäureester. In reinem Zustand ist Bromessigsäureethylester eine wasserklare, übel riechende Flüssigkeit mit einem Siedepunkt von 159 °C.

## Herstellung
Bromessigsäureethylester wird durch Veresterung von Bromessigsäure mit Ethanol unter Zusatz von etwas konzentrierter Schwefelsäure hergestellt. Alternative Reaktionen sind die von Ethanol und Bromacetylbromid, das auch zunächst aus Essigsäure, Brom und rotem Phosphor hergestellt werden kann, von Ethylglycolat mit Phosphorpentabromid oder von Bromwasserstoff mit Ethyldiazoacetat.

## Eigenschaften
Bromessigsäureethylester ist eine farblose, leichtbewegliche Flüssigkeit. Es wirkt stark reizend auf die Schleimhäute, insbesondere die Augen.

## Verwendung
Im Ersten Weltkrieg wurde Bromessigsäureethylester als chemische Waffe, konkret als Tränengas, verwendet, zuerst  von der französischen Armee im August 1914. Im Zweiten Weltkrieg wurde er als Riechstoff bei Zyklon B benutzt, um vor der schwach riechenden Blausäure zu warnen.
In der organischen Synthese wird Bromessigester als Alkylierungsreagenz verwendet. So wird es manchmal für Kondensationsreaktionen von Estern oder zur Herstellung von Yliden für Wittig-Reaktionen benutzt.